# Hương Giang (sinh 1987)
Hương Giang (tên đầy đủ là Trần Thị Hương Giang sinh ngày 14 tháng 1 năm 1987 tại Hải Dương) là một hoa hậu, doanh nhân và giám khảo sắc đẹp người Việt Nam, từng giành vương miện cuộc thi Hoa hậu Hải Dương 2006, Á hậu 2 Hoa hậu Việt Nam Toàn cầu 2009, đại diện Việt Nam lọt Top 16 Hoa hậu Thế giới 2009 và giành chiến thắng giải Miss Grand Slam Asia - Hoa hậu Đẹp nhất châu Á 2009.

## Các cuộc đua tranh nhan sắc
Trần Thị Hương Giang là người đã từng thử sức và chinh chiến tại nhiều cuộc thi hoa hậu lớn nhỏ khác nhau.
- Năm 2004, Hương Giang đăng ký dự thi Hoa hậu Việt Nam nhưng chỉ dừng chân ở vòng chung khảo phía Nam. Nguyễn Thị Huyền đến từ Hải Phòng là người đăng quang trong cuộc thi này.[1]
- Năm 2005 Hương Giang đăng ký dự thi cuộc thi Hoa hậu phụ nữ Việt Nam qua ảnh 2005 và lọt vào Top 10 đồng thời đoạt giải phụ mái tóc đẹp nhất.[2]
- Năm 2006, Hương Giang đăng quang Hoa hậu Hải Dương và giành thêm giải phụ thí sinh ứng xử hay nhất.[3]
- Cùng năm, cô đại diện Hải Dương trở lại cuộc thi Hoa hậu Việt Nam 2006 và lọt vào Top 10 người đẹp nhất.[4] Tuy không nằm trong những ngôi vị cao nhất nhưng cuộc thi Hoa hậu Việt Nam 2006 là "dấu mốc" quan trọng khởi đầu cho "sự nghiệp" của Hương Giang khi kể từ đây, tên tuổi của cô đã được nhiều người biết đến và để ý với thành tích đạt được từ cuộc thi.
- Năm 2007, Hương Giang đại diện cho Việt Nam tham dự cuộc thi Hoa hậu châu Á song không nhận được giải thưởng nào.[5]
- Năm 2009, Hương Giang dự thi cuộc thi Hoa hậu Việt Nam Toàn cầu tổ chức tại Mỹ và đoạt danh hiệu Á hậu 2[6] cùng 2 giải phụ là Hoa hậu Ảnh và Miss Aodai.
- Lý giải cho câu hỏi tại sao đi thi khá nhiều các cuộc thi hoa hậu, Hương Giang phát biểu: "Tôi là người may mắn khi có nhiều cơ hội đến với mình và tôi cũng biết cách nắm bắt những cơ hội đó. Tuổi trẻ và nhan sắc chỉ có một thời, tại sao không cố gắng để sau này phải hối tiếc ?".

## Hoa hậu Thế giới 2009
Cuối năm 2009, Trần Thị Hương Giang được công ty người mẫu PL đề cử đại diện cho Việt Nam tham dự Hoa hậu Thế giới 2009 tại Nam Phi.
Trước khi dự thi, cô không được nhiều người tin tưởng vào việc sẽ giúp Việt Nam tỏa sáng tại cuộc thi do đã không đạt được vị trí cao tại các cuộc thi sắc đẹp trước đó. Nhưng sau khi lọt vào Top 12 Hoa hậu Bãi biển, rồi xuất sắc đạt Á hậu 1 Hoa hậu Siêu mẫu (thành tích cao nhất của Việt Nam tại phần thi này cùng với Lương Thùy Linh ở Hoa hậu Thế giới 2019) thì Hương Giang đã được chú ý hơn trong dàn thí sinh. Tuy nhiên, cũng có ý kiến cho rằng nhờ tỉ phú Hoàng Kiều đã hứa hẹn đăng cai tổ chức HHTG vào năm sau đó cũng như mời chủ tịch cuộc thi và đương kim hoa hậu về thăm Việt Nam để triển khai kế hoạch nên cô đã được ưu ái hơn ở cuộc thi này. Kết quả, Hương Giang được xướng tên trong Top 16 cuối cùng của cuộc thi.
Vào năm 2010, Chuyên trang sắc đẹp quốc tế Globalbeauties công bố Hương Giang đạt được danh hiệu Top 3 Đệ nhất mỹ nhân đương đại, Top 10 Gương mặt người đẹp của năm. Sau đó, Hương Giang còn có tên trong Top 10 Miss Grand Slam (Hoa hậu của các hoa hậu) cùng với Á hậu 1 Hoa hậu Trái Đất 2009 Sandra Seifert đến từ Philippines, xếp vị trí thứ 6 cùng danh hiệu Hoa hậu của các hoa hậu Châu Á. Đây là thành tích cao nhất của Việt Nam tại đường đua này. Mặc dù, đây là cuộc bình chọn của một trang web với các giám khảo là các fan hâm mộ sắc đẹp, không có tên tuổi nổi bật nhưng danh hiệu này cũng được báo chí và Hương Giang sử dụng như danh hiệu chính thức để hoạt động trong làng giải trí Việt.

## Đằng sau những danh hiệu
Hương Giang từng là học sinh lớp chuyên địa lý, Trường Trung học phổ thông chuyên Nguyễn Trãi, tỉnh Hải Dương.
Năm 2005, cô thi đậu vào khoa quốc tế học, Trường Đại học Khoa học Xã hội và Nhân văn, Đại học Quốc gia Hà Nội. Đến năm 2007, cô chuyển vào Thành phố Hồ Chí Minh học khoa báo chí - truyền thông tại Trường Đại học Khoa học Xã hội và Nhân văn, Đại học Quốc gia Thành phố Hồ Chí Minh. Hương Giang hiện vẫn đang theo học tại đây và dự định theo đuổi nghề truyền thông sau khi tốt nghiệp.
Ngày 23-10-2010, tại đảo Phú Quốc, Hương Giang kết hôn với Liu Jia (người Hồ Bắc, Trung Quốc) sau 2 năm yêu nhau. Liu Jia làm việc tại một hãng hàng không của Trung Quốc có chi nhánh ở Việt Nam.
Ngoài ra, Cô cũng đều đặn xuất hiện tại các buổi biểu diễn thời trang và sự kiện khi được mời.
Trong các năm 2015, 2017 và 2019, cô trở thành một trong những giám khảo chính thức của cuộc thi Hoa hậu Hoàn vũ Việt Nam. Cô từng gây tranh cãi lớn trong cộng đồng người hâm mộ sắc đẹp với câu phỏng vấn Á hậu 3 của cuộc thi Hoa Hâu Quốc Tế năm 2015 Phạm Hồng Thúy Vân, người đồng thời là thí sinh của cuộc thi Hoa hậu hoàn vũ năm 2019: "Em biết mình là thí sinh của cuộc thi. Vậy tại sao em xuất hiện ở đây như một celeb".
Em họ của cô là Trần Hồng Nhung hiện đang làm giảng viên khoa marketing của trường Đại Học Kinh tế Quốc Dân

## Các danh hiệu sắc đẹp đạt được
- Hoa hậu Hải Dương 2006 (cuộc thi hoa hậu cấp tỉnh, người chiến thắng sẽ đại diện tỉnh Hải Dương tham dự Hoa hậu Việt Nam 2006)
- Á hậu 2 Hoa hậu Việt Nam Toàn cầu 2009 (cuộc thi hoa hậu tổ chức tại Mỹ, dành cho người Việt Nam đang sống trên Toàn cầu tham dự)
- Miss Grand Slam Asia 2009 (tạm dịch: Hoa hậu Đẹp nhất châu Á 2009, đây là giải thưởng do một trang sắc đẹp quốc tế bình chọn)